# Carleton University

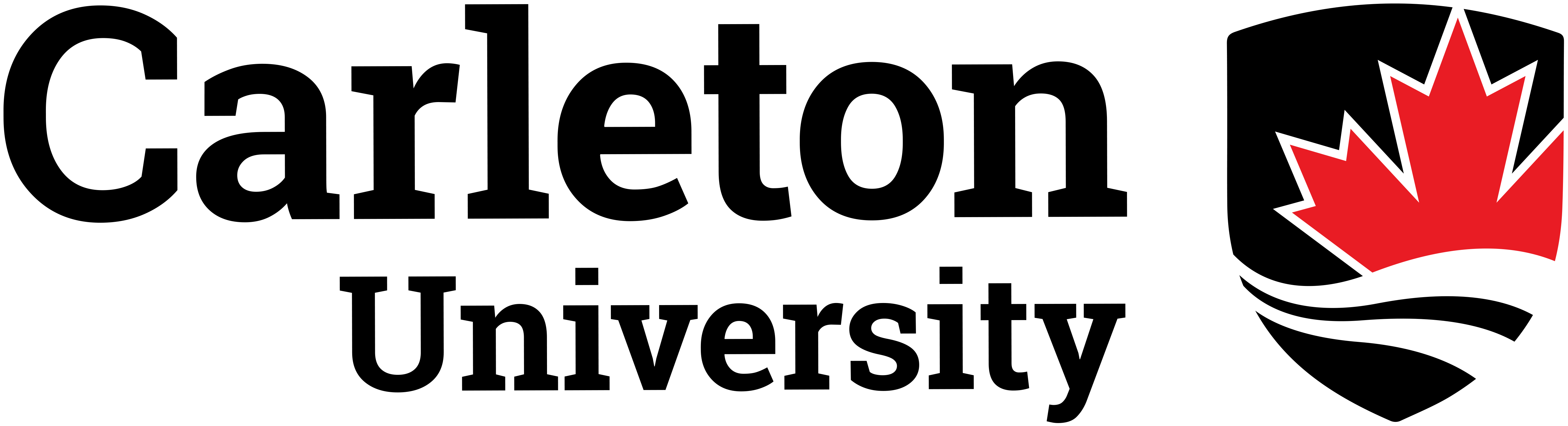
Logotyp.

Carleton University är ett universitet som ligger i huvudstaden i Kanada, Ottawa i Ontario. Det är uppkallat efter det tidigare Carleton County, som staden Ottawa tillhörde då universitetet bildades.
Carleton University placerade sig på plats 651-700 2020 i QS Universitetsvärldsrankning över världens bästa universitet.